# Yardena Alotin
Yardena Alotin (hebräisch ירדנה אלוטין; * 19. April 1930 in Tel Aviv; † 4. Oktober 1994 in New York City) war eine israelische Komponistin und Pianistin.
Yardena Alotin studierte 1948–52 am Music Teachers' College in Tel Aviv und dann 1950–52 auch an der Israel Music Academy. Zu ihren Lehrern dort gehörten Alexander Uriah Boskovitch (Theorie), Mordecai Seter (Harmonie, Kontrapunkt), Paul Ben-Haim (Orchestrierung), Ilona Vincze-Kraus (Klavier) und Ödön Pártos (Komposition).

## Werke
- Passacaglia (1964)
- 6 Klavierstücke für Kinder (1982)
- Suite (1974)
- Suite (1992)
- 3 Präludien für Klavier (1978)
- Trio für Klavier, Violine, Violoncello (1983)